# 大阪市立看護専門学校
大阪市立看護専門学校（おおさかしりつかんごせんもんがっこう）は、かつて大阪市都島区にあった専修学校。2007年以降の新入生募集を停止し、在校生の卒業に伴って2009年3月に閉校した。

## 概要
大阪市立病院に勤務する看護師を養成する目的で開校した、3年制の専修学校である。
1970年に大阪市東区（現・中央区）森之宮で開校した。翌1971年に住吉区（現・住之江区）の大阪市立住吉市民病院内に校舎と学生寮を併設し、同地へ移転した。その後1996年には都島区に移転している。
しかし時代の変化に伴い、大阪市立病院の看護職員として就職する卒業生が年々減少したこと、大阪市の財政難、大阪市立大学医学部看護学科の開設、大阪府内での看護職員は需給関係のバランスが取れていることなどの要因が重なり、歴史的役割を終えたとして2007年度からの募集停止が決定した。

## 沿革
- 1970年4月 - 大阪市立高等看護学院として開校。
- 1971年4月 - 大阪市立住吉市民病院内に移転。住吉市民病院を主な実習先とする。
- 1976年10月 - 学校教育法の改正により専修学校となる。
- 1977年4月 - 大阪市立住吉看護専門学校に改称。
- 1996年4月 - 大阪市立看護専門学校に改称。大阪市都島センタービル内に移転。隣接する大阪市立総合医療センターを主な実習先とする。
- 2007年 - この年より新入生募集を停止。
- 2009年3月31日 - 最終学年の卒業により、閉校。

## 交通
- 大阪市営地下鉄谷町線都島駅 西へ約400m。
- 大阪環状線桜ノ宮駅 北へ約600m。
- 大阪市営バス 総合医療センター前バス停。